# Битва під Кіцканами
Би́тва під Кіцка́нами — бій козацьких військ Речі Посполитої під командуванням правобережного гетьмана Степана Куницького з буджацькими та білгородськими татарськими загонами 5 грудня 1683 року під час походу на Правобережжя та Молдову на початку польсько-турецької війни 1683—1699 років. 25 тисяч татар під проводом тягинського бея Яли-паші були зненацька атаковані 15-18 тисячами козацько-молдовського війська коло Кіцкан неподалік Дунаю. Татар було розбито, і під час переслідування, що козаки вели у важких зимових погодних умовах, було вбито багато ординців (вбито тягинського бея Алі, старшого над Буджацькою ордою Алігер-пашу, кількох татарських мурз) та взято в полон татарських командирів.
Згодом Куницький відзначав, що у його війську не загинуло жодної людини. Здобувши перемогу, правобережний гетьман рушив вглиб ногайських володінь. С. Куницький зі своїми козаками винищив поселення навколо Білгорода та Акермана і дійшов до берегів Чорного моря, завоювавши міста Ізмаїл та Килію. Після цього успіху гетьман Куницький спробував узяти Тягиню і Білгород, але через відсутність артилерії йому це не вдалося.
«Понад тридцять тисяч нікчемних гяурів ударили на люд ногайський на рівнинній околиці Бендер та Ізмаїла. Руйнуючи житла і забираючи особисті речі люду магометанського, багатьох із них вбивали на палі та припікали вогнем, а села їхні пускаючи з димом і збурюючи, опанували вони містечко Ізмаїл», — читаємо про ці події в «Хроніці» Мехмед-Гірея. У тогочасних повідомленнях Куницький звітував до Варшави про знищення близько трьохсот тисяч (?) ворогів, а також, «що старий хан хоче піддітися з 5000 татар до Війська Запорозького».
Частина козаків, обтяжена здобиччю, повернулася в Україну, а решта зазнала поразки коло містечка Рені.